# Муняс, Милан
Милан Муняс (серб. Милан Муњас; 1 августа 1923, Трняци — декабрь 1943, Шуица) — югославский партизан, участник Народно-освободительной войны Югославии, Народный герой Югославии.

## Биография
Родился 1 августа 1923 года в Трняцах (близ Уба). Окончив школу, перебрался в Уб и устроился работать помощником торговца. В 1939 году вступил в Союз коммунистической молодёжи Югославии, в сентябре 1941 года был принят в Коммунистическую партию Югославии.
В партизанское подполье ушёл в августе 1941 года, вступив в Тамнавскую роту Посавского партизанского отряда. Принимал участие в боях за Шабац, Крупань и обороне Ужице. После отступления партизан к Санджаку в конце 1941 года вступил в 6-й белградский батальон 1-й пролетарской ударной бригады.
Во время боёв за Ситницу Милан совершил необычайный подвиг — по глубокому снегу он добрался до немецкого бункера, руками схватился за ствол немецкого пулемёта и выхватил его из рук пулемётчика, расправившись с противником за считанные секунды. Не меньшее число подвигов Милан совершил в боях за Ливно в августе 1942 года, за что получил личную похвалу от Иосипа Броза Тито.
В октябре 1943 года Муняс окончил Первый офицерский курс при Верховном штабе НОАЮ, после чего был назначен командиром 3-й роты в 6-м белградском батальоне. В декабре 1943 года близ села Шуица, недалеко от Дувны, Милан Муняс пал в бою во время попытки штурма немецких позиций и захвата их бункеров и ДЗОТов.
Указом Президиума Народной скупщины от 20 декабря 1951 получил посмертно звание Народного героя Югославии.